# Чемпіонат України із шахів 2008 (жінки)
68-й чемпіонат України із шахів серед жінок, що проходив з 2 по 12 грудня 2008 року в Миколаєві .
 Змагання проводилися за коловою системою у 9 турів за участі 10 шахісток. 
Чемпіонкою України стала Інна Гапоненко.

## Учасниці турніру
У чемпіонаті не взяли участь більшість найсильніших шахісток України, список учасників турніру очолили 4-й (Інна Гапоненко) та 9-й (Тетяна Василевич) номери рейтингу найсильніших шахісток України (див.нижче).
| Місце в Україні (у світі). | Шахіст             | Рейтинг | Участь   |
| -------------------------- | ------------------ | ------- | -------- |
| 1 (15)                     | Анна Ушеніна       | 2498    | відсутня |
| 2 (19)                     | Катерина Лагно     | 2488    | відсутня |
| 3 (20)                     | Наталя Жукова      | 2488    | відсутня |
| 4 (24)                     | Інна Гапоненко     | 2473    | грала    |
| 5 (42)                     | Марія Музичук      | 2436    | відсутня |
| 6 (54)                     | Наталя Здебська    | 2419    | відсутня |
| 7 (74)                     | Ольга Александрова | 2383    | відсутня |
| 8 (83)                     | Тетяна Кононенко   | 2377    | відсутня |
| 9 (90)                     | Тетяна Василевич   | 2368    | грала    |

### Склад учасниць
| - Інна Гапоненко (Херсон, 2473) — 24 (4-те в Україні) - Тетяна Василевич (Євпаторія, 2368) — 90 (9) - Катерина Должикова (Київ, 2351) — - (10) - Катерина Мацейко (Арещенко) (Львів, 2302) - Мирослава Грабінська (Львів, 2295) - Оксана Грицаєва (Феодосія, 2287) | - Діана Арутюнова (Крим, 2274) - Віта Чулівська (Криворучко) (Львів, 2248) - Людмила Асланян (Дніпропетровськ, 2183) - Світлана Чередниченко (Шахтарськ, 2165) - Ольга Іваненко (Миколаїв, 2022) - Олександра Булах (Київ, 2001) |

жирним — місце в топ-100 рейтингу Ело станом на жовтень 2008 року

## Підсумкова таблиця

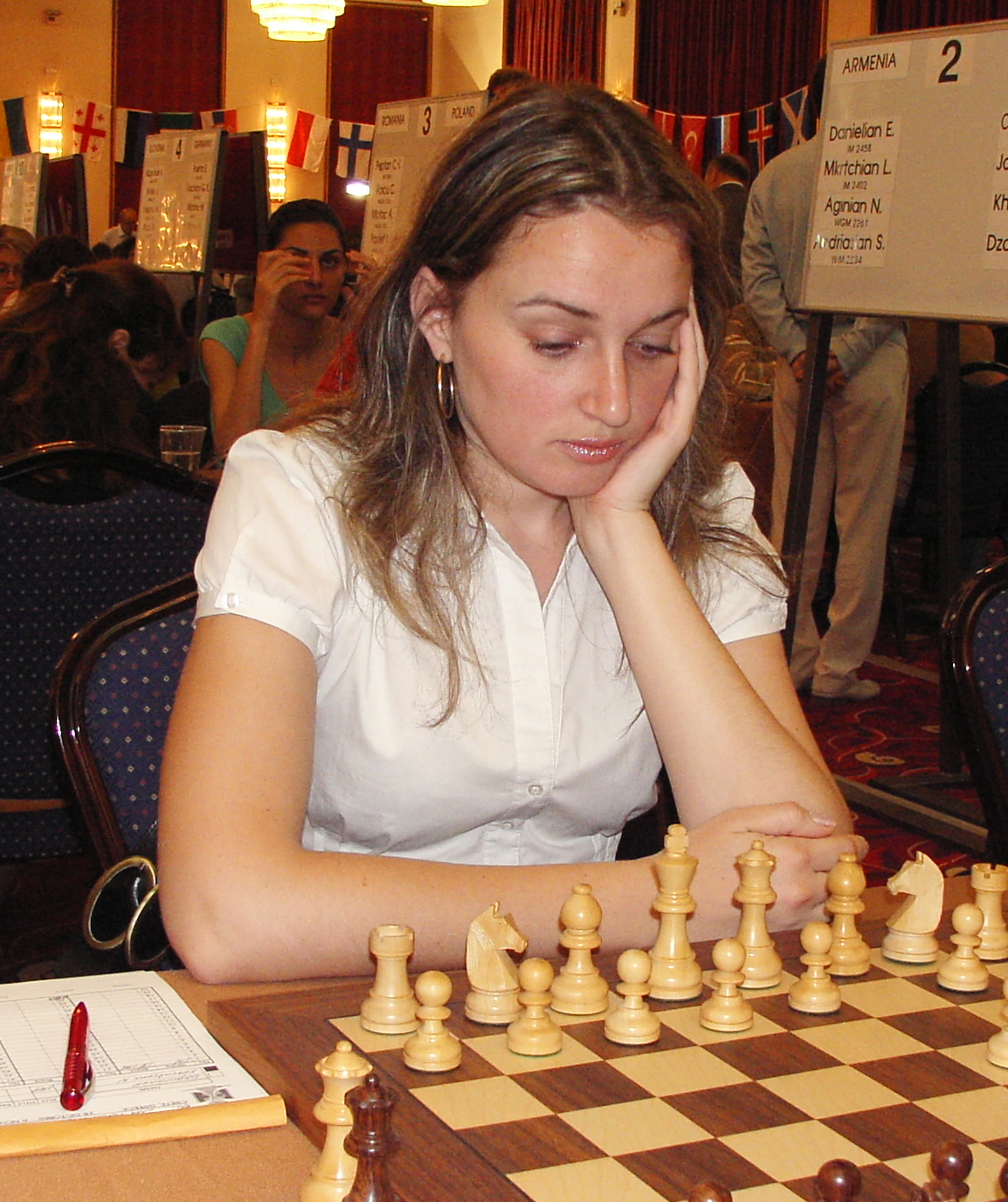
Інна Гапоненко — чемпіонка України 2008 року

| Місце  | Шахістка                    | Місто      | Вік | Рейтинг |  | + | − | = | Очки | Дод1 | Дод2 |
| ------ | --------------------------- | ---------- | --- | ------- |  | - | - | - | ---- | ---- | ---- |
| Gold   | Інна Гапоненко              | Херсон     | 32  | 2473    |  | 7 | 1 | 3 | 8½   |      |      |
| Silver | Тетяна Василевич            | Євпаторія  | 31  | 2368    |  | 6 | 0 | 5 | 8½   |      |      |
| Bronze | Оксана Грицаєва             | Феодосія   | 28  | 2287    |  | 8 | 2 | 1 | 8½   |      |      |
| 4      | Світлана Чередниченко       | Шахтарськ  | 24  | 2165    |  | 4 | 1 | 6 | 7    |      |      |
| 5      | Віта Чулівська (Криворучко) | Львів      | 20  | 2248    |  | 5 | 2 | 4 | 7    |      |      |
| 6      | Катерина Должикова          | Київ       | 20  | 2351    |  | 4 | 4 | 3 | 5½   |      |      |
| 7      | Мирослава Грабінська        | Львів      | 24  | 2295    |  | 3 | 4 | 4 | 5    |      |      |
| 8      | Діана Арутюнова             | Крим       | 20  | 2274    |  | 2 | 3 | 6 | 5    |      |      |
| 9      | Катерина Мацейко (Арещенко) | Львів      | 23  | 2302    |  | 2 | 5 | 4 | 4    |      |      |
| 10     | Олександра Булах            | Київ       | 16  | 2001    |  | 3 | 6 | 2 | 4    |      |      |
| 11     | Людмила Асланян             | Кривий Ріг | 54  | 2183    |  | 1 | 8 | 2 | 2    |      |      |
| 12     | Ольга Іваненко              | Миколаїв   | 14  | 2022    |  | 0 | 9 | 2 | 1    |      |      |